# Morinda sibirica
Morinda
Morinda, le genre de plantes de la famille des Rubiaceae.
Genre
Espèce
Morinda sibirica, unique représentant du genre Morinda, est une espèce d'insectes hémiptères de la famille des Cicadellidae.

## Systématique
Le nom valide complet (avec auteur) de ce taxon est Morinda sibirica (Emeljanov (d), 1962).
L'espèce a été initialement classée dans le genre Euscelis sous le protonyme Euscelis sibiricus Emeljanov, 1962.
Morinda sibirica a pour synonyme :
- Euscelis sibiricus Emeljanov, 1962